# Nazionale maschile under 16 di pallacanestro del Messico
La nazionale di pallacanestro messicana Under-16 è una selezione giovanile della nazionale messicana di pallacanestro, ed è rappresentata dai migliori giocatori di nazionalità messicana di età non superiore ai 16 anni.
Partecipa a tutte le manifestazioni internazionali giovanili di pallacanestro per nazioni gestite dalla FIBA.

## Partecipazioni

### FIBA Americas Under-16 Championship for Men
- 2009 - 8°
- 2011 - 7°
- 2013 - 8°
- 2015 - 8°